# INaturalist
iNaturalist — социальная сеть для любителей природы, построенная на идее картографирования и описания наблюдений за биоразнообразием Земли. Реализована в виде веб-сайта, а также имеет два мобильных приложения — одно для участников соцсети и второе Seek для желающих определить животное и растение без загрузки наблюдения в общую систему. При этом в сети участвует немало профессиональных биологов, в том числе систематиков, которые следят за корректростью определения наблюдений, тем самым поддерживая и улучшая качество данных. 
По состоянию на май 2025 года в социальной сети зарегистрировано свыше 244 млн наблюдений растений, животных, грибов и других живых организмов по всему миру и более 350 тысяч активных пользователей (за последние 30 дней). Проект был назван «знаменосцем по естествознанию среди мобильных приложений».
Хотя iNaturalist изначально задуман не как научный проект, а система для популяризации интереса к окружающей природе, накопленные данные всё больше используются для научных исследований, в том числе для оценки и сохранения биоразнообразия. Все собранные наблюдения доступны для просмотра в интерфейса сайта или приложения. При этом, если предполагается использование данных, необходимо учитываться лицензию конкретных наблюдений и изображений, на основе которых они сделаны. В системе iNaturalist используются все возможные варианты лицензии Creative Commons, автор также может установить полную защиту авторских прав - Copyright.

## История проекта
iNaturalist впервые был разработан в 2008 году в качестве выпускной работы тремя магистрами Калифорнийского университета, двое из которых в дальнейшем продолжили работу над сайтом. В 2011 году к команде присоединился исследователь из Стэнфорда. 24 апреля 2014 года проект вошёл в состав Калифорнийской академии наук, а в 2017 году стал совместным проектом Калифорнийской академии наук и Национального географического общества.
В 2014 году в проекте был зарегистрирован 1 млн наблюдений, а в 2021 году — уже 80 млн, в марте 2024 — 194 млн.

## Наблюдения
Платформа iNaturalist построена по принципу краудсорсинга наблюдений и идентификаций. Наблюдение — основная единица проекта и включает в себя информацию о встрече участника проекта с представителем какого-либо вида в определённом месте в определённое время. Также в наблюдение могут быть включены следы присутствия представителя вида в определённом месте (например, следы, помет животного или гнездо). В проект не входят наблюдения за естественными явлениями, не относящимися к живой природе (геологическими, гидрологическими и другими). Как правило пользователи загружают фото- и аудиоматериалы своих наблюдений, но они не являются обязательными. Наблюдения могут иметь различную степень точности местоположения, быть открытыми для всех или частными.
Пользователи могут добавлять свои варианты идентификации видов к наблюдениям, сделанным другими. На основе собранных данных и полученных идентификаций наблюдения могут получить статус «Обычный», «Требуется идентификация» и «Исследовательский уровень». Информация о наблюдениях исследовательского уровня часто используется для электронных баз данных.
С точностью до вида на июнь 2021 года распознано 73,1 % наблюдений, ещё 12,3 % распознано с точностью до рода.

## Автоматическое распознавание видов
С 2017 года в дополнение к пользовательской идентификации видов iNaturalist предлагает автоматическое распознавание видов. Изображения распознаются нейросетью, построенной на модели компьютерного зрения и обученной на большой базе данных самого проекта. Сложности с распознаванием возникают, если предлагается редко наблюдаемый вид, изображения плохого качества или на изображении сразу несколько видов. В этом случае нейросеть может предложить определить более крупный таксон. Обучение первых версий модели занимало по несколько месяцев, поэтому обновления происходили один-два раза в год. Со второй половины 2022 года новая версия выходит примерно каждые полтора месяца. Актуальная версия 2.21 вышла 24 апреля 2025 года, она включает в себя 101,374 таксона.

## iNaturalist Seek

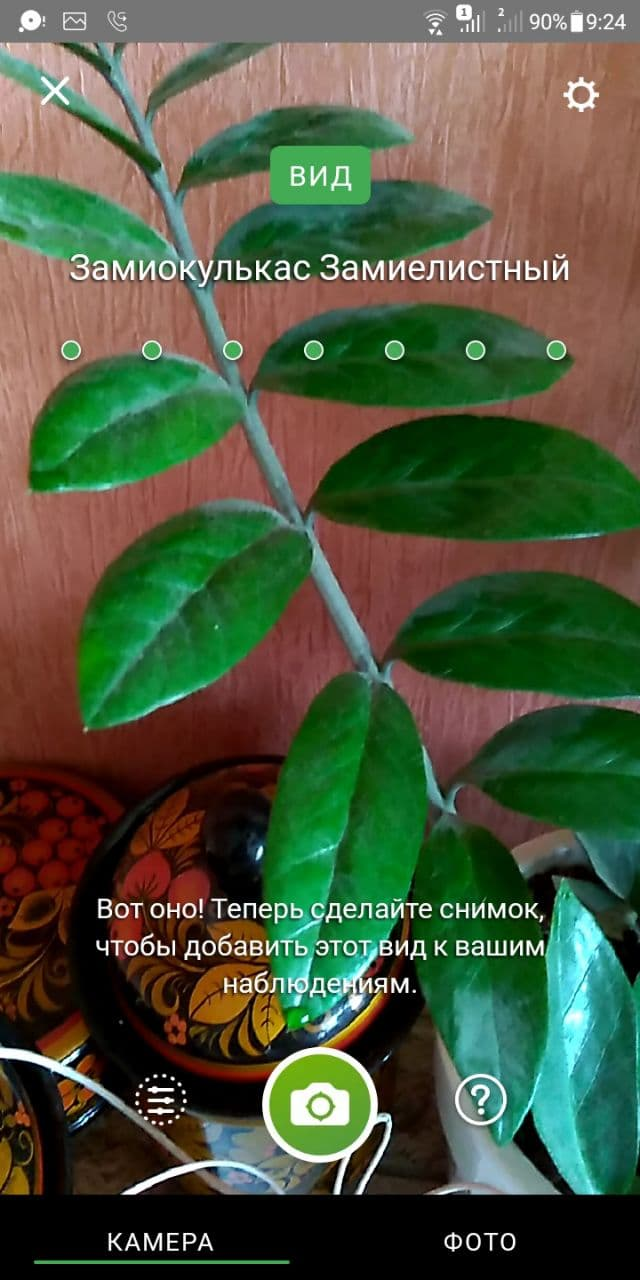
iNaturalist Seek идентифицировал комнатное растение как замиокулькас замиелистный

Также с 2018 года есть отдельное приложение iNaturalist Seek (для Android 6+ и iOS 10.2+), не требующее для своей работы регистрации, точного местоположения и определяющее животных, растения (включая комнатные), насекомых, птиц, грибы. Для определения вида можно использовать получение изображения с камеры или выбрать файл. Содержит элементы игры: в зависимости от большего количества найденного вокруг биоразнообразия пользователь поднимается от уровня новичок выше найдя 15 новых для себя видов. Поиск ведётся по базе данных, полученных из проекта iNaturalist.

## Лицензирование
Пользователи могут выбрать один из видов лицензии Creative Commons или указать полные авторские права - копирайт. Платформа призывает пользователей отдавать предпочтение лицензии Creative Commons для минимизации своих издержек и возможности дальнейшего использования данных в научных целях. При этом пользователи не всегда понимают значение лицензии для своих наблюдений, а в приложении для iPhone по умолчанию указывается копирайт, что затрудняет использование данных для научных исследований.
Только три вида лицензий позволяют повторно использовать данные полученные из системы iNaturalist: CC0 (общественное достояние) - указание авторства не требуется, но устанавливать такую лицензию не рекомендуется, так как происхождение всех данных в научной работе должно быть отслеживаемо; CC-BY - соответствует широко распространенной практике научного цитирования, обязательно указание авторства - этот тип лицензии наиболее предпочтителей; CC-BY-NC - с обязательным указанием авторства, но только для некоммерческого использования. Все остальные виды лицензий, используемые в системе iNaturalist накладывают ограничения на копирование, распространение, обобщение,  изменение (обработку) и повторное использование данных.
Платформа и мобильные приложения iNaturalist относятся к свободному программному обеспечению и выпускаются под лицензией MIT.